# Abraham de Sola
Alexander Abraham De Sola (18 septembre 1825 - 5 juin 1882) est un rabbin, écrivain et orientaliste canadien. Issu d'une grande famille de rabbins et d'érudits, De Sola fut un des chefs du judaïsme orthodoxe les plus puissants des États-Unis dans la deuxième moitié du XIXe siècle.

## Biographie
Il est né à Londres, sixième enfant du rabbin David Aaron de Sola (1796–1860) et de Rebecca Meldola. Son grand-père maternel était Haham Raphael Meldola (1754-1828), un important rabbin britannique. Sa sœur Eliza épousa le révérend Abraham Pereira Mendes et fut la mère du docteur Frederick de Sola Mendes.
En 1846, De Sola fut élu ministre de la synagogue Shearith Israël à Montréal, ville où il arriva au début de 1847. Il vivait à proximité dans un complexe de maisons en rangée conçu par John Wells sur le côté nord de la rue de la Gauchetière, appelée Près-de-Ville Place.
L'année suivante, il fut nommé lecteur d'hébreu et de littérature orientale, et en 1853 professeur, à l'Université McGill de Montréal ; il y prit finalement la tête de la faculté des arts. Il fut plusieurs années président de la société d'histoire naturelle. L’Université McGill lui remit en 1858 le titre honorifique de LL.D (Doctor of Laws). C'était la première fois qu'un juif l'obtenait dans un pays anglophone.

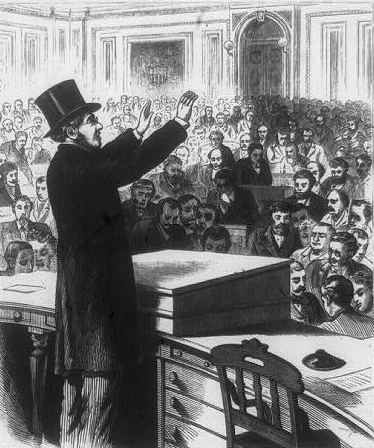
Abraham de Sola devant la Chambre des représentants des États-Unis en 1873.

En 1873, à l'invitation de l'administration du président Ulysses S. Grant, De Sola ouvrit le Congrès des États-Unis par une prière. C'était un événement significatif, car De Sola était sujet britannique, et ce fut la première indication d'un réchauffement des relations entre les États-Unis et le Royaume-Uni après les tensions causées par les réclamations de l'Alabama (1871-1872). Le premier ministre William Gladstone et l'ambassadeur britannique à Washington Sir Edward Thornton étendirent les remerciements de leur gouvernement à De Sola.
Abraham de Sola se rendit souvent aux États-Unis et, grâce à ses prédications et à ses nombreuses contributions dans la presse, fut progressivement reconnu comme un des chefs les plus importants du judaïsme orthodoxe, à un moment où la lutte entre les courants orthodoxes et réformateurs faisait rage au sein de la communauté. Il fut intimement associé à Isaac Leeser, Samuel Myer Isaacs, Bernhard Illowy, J. J. Lyons et d'autres défenseurs des traditions juives, et à la mort d'Isaac Leeser, en 1868, il fut invité à lui succéder. Il refusa cette offre et d'autres qui lui furent faites. Pendant vingt ans, il fut un contributeur régulier du mensuel de Leeser, The Occident and American Jewish Advocate, dont il racheta les copyrights et les plaques stéréotypiques après sa mort, pour en poursuivre la publication.
De Sola est mort à New York en 1882 ; il est enterré à Montréal.